# Енисей (порт)
Енисей — угольный терминал на Северном морском пути в Енисейском заливе. Расположен на западе полуострова Таймыр в 70 км южнее посёлка Диксон.
Производственная мощность первой очереди терминала составит 7 млн тонн в год с развитием до 15 млн тонн в год. Продукция будет поставляться на экспорт в страны Юго-Восточной Азии.
Ресурсной базой является Сырадасайское месторождение, запасы которого составляют 5,68 млрд тонн каменного угля марок: Г (газовые), Ж (жирные), К (коксовые) и ОС (отощенно-спекающиеся). Месторождение обладает одними из крупнейших запасов ценных коксующихся углей.

## Строительство
В марте 2021 года из Архангельска в Диксон отправился теплоход усиленного ледового класса «Юрий Аршеневский». На борт судна было загружено 170 единиц различной техники и оборудования: автокраны, бульдозеры, экскаваторы, самосвалы, вахтовые автобусы, вездеходы, буровое оборудование, а также административно-бытовые комплексы, складское оборудование, оборудование для обеспечения связи.
В августе 2021 года в Енисейском заливе началось строительство дамбы для угольного терминала. К этому времени завершалось строительство первого этапа автомобильной дороги от морского порта «Енисей» до будущей обогатительной фабрики и угольного разреза на Сырадасайском месторождении.
Дамба протяжённостью более 1,5 км с выходом на глубину 12 м соединит береговую зону и грузовой причал для отгрузки угля.
После строительства причальной стенки длиной 300 м будут проведены дноуглубительные работы. Порт сможет принимать суда океанского класса осадкой до 15 м, глубина у причальной стенки — 15,5 м. Кроме осадки будет ограничение по ширине судна — 40 м, для возможности следования за ледоколом. Погрузку на суда дедвейтом более 100 тысяч тонн будет осуществлять судопогрузочная машина линейно-радиального типа, производительностью 3 тыс. тонн в час.

## Железная дорога
Протяженность железнодорожной ветки могла бы составить 60 км, но вместо нее предлагается сделать экспериментальный конвейер-рекордсмен.